# 노스위치

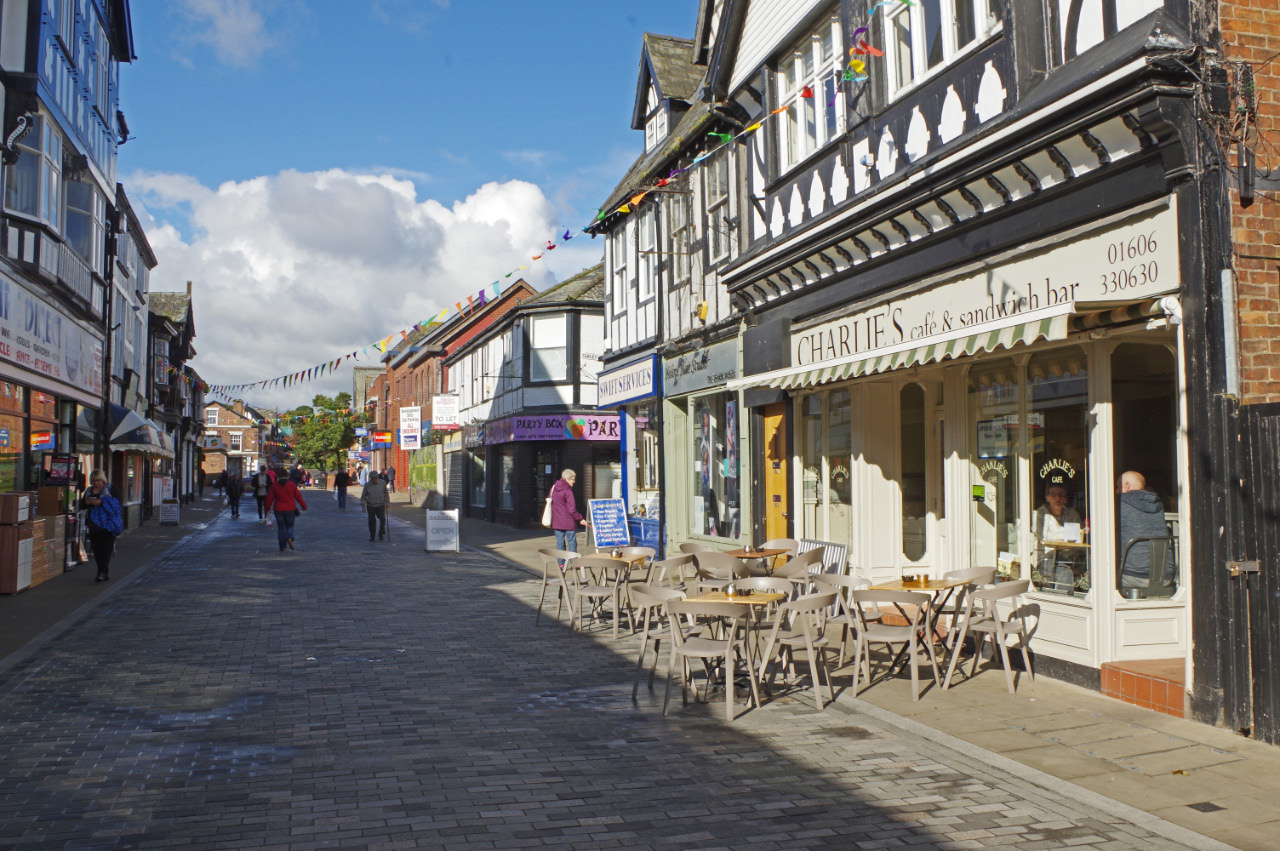
노스위치

노스위치(Northwich)는 잉글랜드 체셔주에 있는 도시이다.